# Nossa senhora do Divino Coração Eucarístico de Jesus
Neste artigo, somos chamados a conhecer a extraordinária história das aparições da Santíssima Virgem Maria e de nosso Senhor Jesus Cristo na cidade de Salta, na Argentina. Lurdes Romina Baumgratz – noviça da Congregação Pia Sociedade Filhas de São Paulo, mais conhecida como Irmãs Paulinas – conta-nos esta história de fé e devoção, que muito pode nos ajudar em nossa vida espiritual, de modo particular neste Ano Nacional Mariano:
Imagem da Imaculada Mãe do Divino Coração Eucarístico de Jesus
Especialmente no século XX, e até os nossos dias, tivemos a visita de Nossa Senhora que, através de muitas aparições, em lugares escolhidos por Deus na terra, cumpre a sua missão de Mãe e Mestra, para levar-nos ao retorno ao Pai. Na antiga cidade de Salta, na Argentina, Maria Santíssima se apresenta como a Imaculada Mãe do Divino Coração Eucarístico de Jesus. Relatamos um breve histórico das aparições e a sua mensagem central.
O início das aparições da Virgem Maria
No início do ano de 1990, uma mulher chamada Maria Livia Galliano de Obeid, casada e mãe de três filhos, escuta uma voz interior extraordinariamente linda, que lhe fala e produz uma mudança no seu coração. Estes colóquios continuam com frequência e a voz se apresenta como a Mãe de Deus. Nossa Senhora pede para entrar na sua casa e ser coroada como a Rainha do lar.
A Virgem Maria aparece pela primeira vez na intimidade do lar. Maria Livia, de joelhos, contempla, no meio de uma imensa luz, uma mulher de cerca de 14 anos, que tem suas mãos e braços estendidos para baixo, de onde partem luzes puríssimas. Esta jovem é de extraordinária beleza. Seus olhos de cor azul mar são grandes e profundos. Leva um vestido branco puríssimo, um manto azul com flashes esverdeados e cobre sua cabeça com um véu branco. A Virgem continua a dialogar com Maria Livia diariamente, para instruí-la e prepará-la para que se cumpram os desígnios que Deus tem para com ela. Durante os 5 anos seguintes, em rigoroso silêncio e obediência, se confia a seu confessor.
Procissão com a imagem da Imaculada Mãe do Divino Coração Eucarístico de Jesus
A aparição do Sacratíssimo Coração Eucarístico de Jesus
No dia 1º de abril de 1995, enquanto rezava a Via Sacra, Maria Livia viu diante do sacrário da sua paróquia o Coração ferido de Jesus, com uma profunda ferida, da qual, enquanto batia, saía uma grossa gota de sangue, que se derramava. O Senhor fez-lhe conhecer o sofrimento desse espasmo. A dor física e moral eram tão inenarráveis que, ao Senhor lhe transmitir essa dor, não podendo suportá-la, ela começou a desmaiar e sentir que seu coração não resistiria se o Senhor não lhe tirasse a dor. Jesus mostrou-lhe quanto amor tem no seu Coração Adorado, quanto amor preserva Ele no sacrário, vivo e presente! Com imenso, infinito, amor por nós, continua sofrendo através dos séculos Sua paixão salvadora! E a Trindade Santa, está presente no Sacratíssimo Coração Eucarístico de Jesus.

Concluída a visão, aparecem estas palavras: “Eu Sou o Sacratíssimo Coração Eucarístico de Jesus, adora-Me perpetuamente em reparação”. Além destas palavras, Jesus pronunciou a seguinte oração, para ser rezada aos pés do Sacrário:
Sacratíssimo Coração Eucarístico de Jesus, eu confio imensamente na tua Misericórdia. Peço-Te humildemente que me dês a fé que eu preciso para abandonar-me a Tua infinita Misericórdia, porque já se esgotaram meus recursos humanos e agora só posso voltar-me com confiança a Tua infinita compaixão, porque sei que Tu não deixará de ouvir a minha súplica. Aqui estou, Senhor, a teus pés, pedindo com fervor ajeites todas as minhas coisas e problemas, segundo o Teu amor e aprovação divina, porque sei que será o melhor para mim. Concedei-me o que estou te pedindo, se é para o bem da minha alma. Tomai, Senhor, o meu problema! Toma o meu coração! Eu confio em Ti, Coração Eucarístico de Jesus! Eu confio em Ti, Coração Eucarístico de Jesus! Eu confio em Ti, Coração Eucarístico de Jesus!
Maria Livia, vidente das aparições, rezando pelos fiéis
O título e a mensagem das aparições da Virgem Maria
Em 16 de Novembro de 1995, a Virgem pede à Vidente que se dirija ao Mosteiro de São Bernardo, das Carmelitas Descalças, com o seguinte pedido: “que sejam transmissoras das minhas mensagens”. A comunidade de irmãs adota espiritualmente Maria Livia como filha, a quem sustem com as suas orações, num caminho de espinhos e rosas.

No decorrer desses anos, a Virgem não tinha ainda revelado o seu nome, até o dia 13 de setembro de 1996. Maria Livia relata a revelação:
Hoje, estando em oração, vi a Santíssima Virgem com grande esplendor e glória, baixava do céu com os anjos, vestida de branco, manto azul-celeste e véu branco, com suas mãos juntas, em atitude de oração e um leve sorriso em seu belíssimo rosto. A minha alma ficou elevada ante a solenidade da visão. Frente a Santíssima Virgem, apareceu uma estrela que brilhou como o sol. A Virgem ajoelhou-se em profunda adoração, depois só vi no meio da luz dourada a Santa Hóstia e o coração ferido de Jesus, e ouvi a voz da Santíssima Virgem, que disse: “Bendito e adorado seja o Sacratíssimo Coração Eucarístico de Jesus”, “Bendito e adorado seja o Sacratíssimo Coração Eucarístico de Jesus”, “Bendito e adorado seja o Sacratíssimo Coração Eucarístico de Jesus”. Depois disto, a Mãe disse: “Sou a Imaculada Mãe do Divino Coração Eucarístico de Jesus”.
Em 30 de Outubro de 1997, o então Arcebispo de Salta, Moisés Julio Blanchoud, autorizou a publicação do livro com as mensagens recebidas. As mensagens posteriores estão em processo de análise pela Comissão Eclesiástica formada para tal efeito.
A oração ao Puríssimo Coração de Maria
No dia 8 de Dezembro de 2000, Maria Livia recebe outra mensagem privada, onde a Virgem diz: “Coloquei em você a minha confiança, você me obedece, é fiel servidora. Você deve agora, minha filha, falar com prontidão com o Bispo”. A vidente foi recebida pelo Arcebispo Mario Antonio Cargnello, que se inteirou dos fatos e dos pedidos da Santíssima Virgem.

Em uma das aparições, a Virgem pronunciou a Maria Livia esta Oração de Consagração a seu Puríssimo Coração:
Puríssima Mãe minha, quero consagrar-te o meu coração, minha vontade, minha vida inteira. Levai-me ao Coração do teu Divino Filho Jesus, para que Ele habite em mim. Quero ser totalmente teu, Mãe minha, a partir de hoje, servir-te fielmente naquilo que você me mandar. Sê doce companhia na minha vida, não permitas que jamais me separe de ti e na hora da minha morte vem buscar-me, para gozar da eternidade na tua companhia. Bendita e louvada sejas por todo o sempre, Mãe minha. Amém.
Santuário dedicado a Imaculada Mãe do Divino Coração Eucarístico de Jesus
A mensagem central das aparições de Maria em Salta
1. Voltar a amar o Divino Coração Eucarístico de Jesus. Adorar perpetuamente em reparação ao Coração Eucarístico vivo e presente entre nós na Sagrada Eucaristia;
2. A evangelização e consagração do mundo inteiro ao Coração Eucarístico de Jesus e ao Imaculado Coração de Maria;
3. A união de Ocidente e Oriente;
4. A preparação para a segunda vinda de nosso Senhor Jesus Cristo, que consiste num maior conhecimento do amor de Deus;
5. A esperança, o caminho que nos conduz a Deus. Viver o amor, viver com o amor de seu Divino Coração, viver um tempo de eternidade.
1. ↑  Bob, Fred. «A imaculada mãe do Divino coração eucarístico de Jesus»